# Велоспорт на літніх Олімпійських іграх 2020
Змагання з велоспорту на літніх Олімпійських іграх 2020 тривали від 24 липня до 8 серпня. Спортсмени розіграли двадцять два комплекти медалей: 4 у шосейних велоперегонах, 12 у трекових, 2 у маунтінбайку і 4 у BMX.
Порівняно з Олімпійськими іграми 2016 року, програма змагань зазнала змін. Вперше будуть розіграні медалі в BMX-фрістайлі серед чоловіків і жінок, а також після перерви тривалістю два олімпійських цикли, до програми Ігор повернули Медісон, в якому раніше розігрували медалі від 2000 до 2008 року, а від 2012 року його замінили на омніум.
Змагання в шосейних велоперегонах на Іграх 2020 року триватимуть з 24 по 28 липня. Старт змагань відбуватиметься у парку Мусасіноморі. Велика частина дистанції розташовуватиметься за межами Токіо, зокрема і на трасі Формули-1 Фудзі Спідвей. Дистанція шосейної гонки серед чоловіків становитиме 234 км, а серед жінок-137 км.

## Місця проведення перегонів
| місця                            | Зони                   | Види спорту                                                                     | Дата                | Медальні дисципліни | Місткість |
| -------------------------------- | ---------------------- | ------------------------------------------------------------------------------- | ------------------- | ------------------- | --------- |
| Автодром Фудзі                   | За межами Токіо        | Шосейний велоспорт (фініш групової шосейнох гонки і гонка з роздільним стартом) | 24 – 28 липня       | 4                   |           |
| Траса маунтінбайку Ідзу          | За межами Токіо        | Маунтінбайк                                                                     | 26 – 27 липня       | 2                   |           |
| Парк міських видів спорту Аріаке | Зона Токійської затоки | BMX (фрістайл і гонки)                                                          | 29 липня – 1 серпня | 4                   | 5,000     |
| Парк Мусасіноморі                | Зона спадщини          | Шосейний велоспорт (старт групової шосейної гонки)                              | 24 – 25 липня       | 0                   |           |
| Велодром Ідзу                    | За межами Токіо        | Велоспорт на треку                                                              | 2 – 8 серпня        | 12                  | 4,300     |

## Кваліфікація
Японія, як країна-господарка, одержує 1 гарантовану квоту в змаганнях BMX-гонках, BMX-фрістайлі і маунтінбайку і 2 квоти на кожну стать у груповій шосейній велогонці. Більша частина спортсменів кваліфікується на ігри за результатами рейтингових списків UCI, при цьому деякі квоти будуть розподілені в рамках чемпіонатів світу або континентальних кваліфікаційних змагань.

## Країни-учасниці
- Алжир  (2)
- Аргентина  (3)
- Австралія  (30)
- Австрія  (8)
- Азербайджан  (1)
- Білорусь  (4)
- Бельгія  (15)
- Бразилія  (5)
- Буркіна-Фасо  (1)
- Канада  (23)
- Чилі  (3)
- Китай  (7)
- Колумбія  (10)
- Коста-Рика  (3)
- Хорватія  (1)
- Куба  (1)
- Кіпр  (1)
- Чехія  (7)
- Данія  (17)
- Еквадор  (4)
- Єгипет  (1)
- Еритрея  (3)
- Естонія  (3)
- Ефіопія  (1)
- Фінляндія  (1)
- Франція  (28)
- Німеччина  (28)
- Велика Британія  (26)
- Греція  (3)
- Гватемала  (1)
- Гонконг  (5)
- Угорщина  (3)
- Іран  (1)
- Ірландія  (7)
- Ізраїль  (2)
- Італія  (24)
- Японія  (16)
- Казахстан  (5)
- Латвія  (4)
- Литва  (4)
- Люксембург  (3)
- Малайзія  (2)
- Мексика  (7)
- Марокко  (1)
- Намібія  (4)
- Нідерланди  (28)
- Нова Зеландія  (19)
- Норвегія  (9)
- Панама  (1)
- Парагвай  (1)
- Перу  (1)
- Польща  (16)
- Португалія  (4)
- Збірна біженців  (2)
- Олімпійський комітет Росії  (18)
- Румунія  (2)
- Руанда  (1)
- Словаччина  (2)
- Словенія  (6)
- ПАР  (11)
- Південна Корея  (2)
- Іспанія  (12)
- Суринам  (1)
- Швеція  (2)
- Швейцарія  (20)
- Китайський Тайбей  (1)
- Таїланд  (1)
- Тринідад і Тобаго  (3)
- Туреччина  (2)
- Україна  (4)
- США  (27)
- Узбекистан  (2)
- Венесуела  (2)

## Графік змагань
| З | Попередні заїзди | ЧФ | Чвертьфінали | ПФ | Півфінали | Ф | Фінали |

| Дисципліна↓/Дата →                 | 24 лип | 25 лип | 26 лип | 27 лип | 28 лип | 29 лип | 30 лип | 30 лип | 31 лип | 1 сер |
| ---------------------------------- | ------ | ------ | ------ | ------ | ------ | ------ | ------ | ------ | ------ | ----- |
| BMX-фрістайл                       |        |        |        |        |        |        |        |        |        |       |
| Чоловіки, фрістайл                 |        |        |        |        |        |        |        |        | З      | Ф     |
| Жінки, фрістайл                    |        |        |        |        |        |        |        |        | З      | Ф     |
| BMX-гонки                          |        |        |        |        |        |        |        |        |        |       |
| Чоловіки, гонки                    |        |        |        |        |        | ЧФ     | ПФ     | Ф      |        |       |
| Жінки, гонки                       |        |        |        |        |        | ЧФ     | ПФ     | Ф      |        |       |
| Маунтінбайк                        |        |        |        |        |        |        |        |        |        |       |
| маунтінбайк (чоловіки)             |        |        | Ф      |        |        |        |        |        |        |       |
| маунтінбайк (жінки)                |        |        |        | Ф      |        |        |        |        |        |       |
| Шосейні гонки                      |        |        |        |        |        |        |        |        |        |       |
| Групова шосейна гонка (чоловіки)   | Ф      |        |        |        |        |        |        |        |        |       |
| роздільна шосейна гонка (чоловіки) |        |        |        |        | Ф      |        |        |        |        |       |
| групова шосейна гонка (жінки)      |        | Ф      |        |        |        |        |        |        |        |       |
| роздільна шосейна гонка (жінки)    |        |        |        |        | Ф      |        |        |        |        |       |

| Дата →                                   | 2 сер | 2 сер | 2 сер | 3 сер | 3 сер | 3 сер | 4 сер | 5 сер | 5 сер | 5 сер | 5 сер | 6 сер | 6 сер | 7 сер | 7 сер | 8 сер | 8 сер | 8 сер | 8 сер |
| ---------------------------------------- | ----- | ----- | ----- | ----- | ----- | ----- | ----- | ----- | ----- | ----- | ----- | ----- | ----- | ----- | ----- | ----- | ----- | ----- | ----- |
| кейрін (чоловіки)                        |       |       |       |       |       |       |       |       |       |       |       |       |       | З     | З     | ЧФ    | ПФ    | Ф     | Ф     |
| медісон (чоловіки)                       |       |       |       |       |       |       |       |       |       |       |       |       |       | Ф     | Ф     |       |       |       |       |
| омніум (чоловіки)                        |       |       |       |       |       |       |       | SR    | TR    | ER    | PR    |       |       |       |       |       |       |       |       |
| командна гонка переслідування (чоловіки) | З     | З     | З     | ПФ    | ПФ    | ПФ    | Ф     |       |       |       |       |       |       |       |       |       |       |       |       |
| спринт (чоловіки)                        |       |       |       |       |       |       | З     | З     | ЧФ    | ЧФ    | ЧФ    | ПФ    | Ф     |       |       |       |       |       |       |
| командний спринт (чоловіки)              |       |       |       | З     | ПФ    | Ф     |       |       |       |       |       |       |       |       |       |       |       |       |       |
| кейрін (жінки)                           |       |       |       |       |       |       | З     | ЧФ    | ПФ    | Ф     | Ф     |       |       |       |       |       |       |       |       |
| медісон (жінки)                          |       |       |       |       |       |       |       |       |       |       |       | Ф     | Ф     |       |       |       |       |       |       |
| омніум (жінки)                           |       |       |       |       |       |       |       |       |       |       |       |       |       |       |       | SR    | TR    | ER    | PR    |
| командна гонка переслідування (жінки)    | З     | З     | З     | ПФ    | Ф     | Ф     |       |       |       |       |       |       |       |       |       |       |       |       |       |
| спринт (жінки)                           |       |       |       |       |       |       |       |       |       |       |       | З     | З     | З     | ЧФ    | ПФ    | ПФ    | Ф     | Ф     |
| командний спринт (жінки)                 | З     | ПФ    | Ф     |       |       |       |       |       |       |       |       |       |       |       |       |       |       |       |       |

## Медалі

### Загальний залік
*   Країна-господарка (Японія)
| Місце               | Країна                     | Золото | Срібло | Бронза | Загалом |
| ------------------- | -------------------------- | ------ | ------ | ------ | ------- |
| 1                   | Велика Британія            | 6      | 4      | 2      | 12      |
| 2                   | Нідерланди                 | 5      | 3      | 4      | 12      |
| 3                   | Швейцарія                  | 1      | 3      | 2      | 6       |
| 4                   | Данія                      | 1      | 2      | 0      | 3       |
| 5                   | США                        | 1      | 1      | 1      | 3       |
| 6                   | Німеччина                  | 1      | 1      | 0      | 2       |
| 7                   | Італія                     | 1      | 0      | 2      | 3       |
| 7                   | Австралія                  | 1      | 0      | 2      | 3       |
| 9                   | Канада                     | 1      | 0      | 1      | 2       |
| 9                   | Словенія                   | 1      | 0      | 1      | 2       |
| 11                  | Австрія                    | 1      | 0      | 0      | 1       |
| 11                  | Еквадор                    | 1      | 0      | 0      | 1       |
| 11                  | Китай                      | 1      | 0      | 0      | 1       |
| 14                  | Нова Зеландія              | 0      | 2      | 0      | 2       |
| 15                  | Колумбія                   | 0      | 1      | 1      | 2       |
| 16                  | Бельгія                    | 0      | 1      | 0      | 1       |
| 16                  | Венесуела                  | 0      | 1      | 0      | 1       |
| 16                  | Малайзія                   | 0      | 1      | 0      | 1       |
| 16                  | Україна                    | 0      | 1      | 0      | 1       |
| 16                  | Японія*                    | 0      | 1      | 0      | 1       |
| 21                  | Олімпійський комітет Росії | 0      | 0      | 2      | 2       |
| 21                  | Франція                    | 0      | 0      | 2      | 2       |
| 23                  | Іспанія                    | 0      | 0      | 1      | 1       |
| 23                  | Гонконг                    | 0      | 0      | 1      | 1       |
| Загалом (24 збірні) | Загалом (24 збірні)        | 22     | 22     | 22     | 66      |

## Шосейні гонки
| Дисципліни                         | Золото                   | Срібло                   | Бронза                     |
| ---------------------------------- | ------------------------ | ------------------------ | -------------------------- |
| групова шосейна гонка (чоловіки)   | Річард Карапас (ECU)     | Ваут ван Ерт (BEL)       | Тадей Погачар (SLO)        |
| роздільна шосейна гонка (чоловіки) | Прімож Рогліч (SLO)      | Том Дюмулен (NED)        | Роан Денніс (AUS)          |
| групова шосейна гонка (жінки)      | Анна Кізенгофер (AUT)    | Аннемік ван Влетен (NED) | Еліза Лонго Боргіні (ITA)  |
| роздільна шосейна гонка (жінки)    | Аннемік ван Влетен (NED) | Марлен Рессер (SUI)      | Анна ван дер Брегген (NED) |

## Велоперегони на треку

### Чоловіки
| Дисципліни                    | Золото                                                                    | Срібло                                                                        | Бронза                                                           |
| ----------------------------- | ------------------------------------------------------------------------- | ----------------------------------------------------------------------------- | ---------------------------------------------------------------- |
| Кейрін                        | Джейсон Кенні (GBR)                                                       | Азізулхасні Аванг (MAS)                                                       | Гаррі Лаврейсен (NED)                                            |
| Медісон                       | Данія (DEN) Лассе Норман Гансен Міхаель Меркев                            | Велика Британія (GBR) Етан Гейтер Метью Воллс                                 | Франція (FRA) Донаван Гронден Бенджамін Томас                    |
| Омніум                        | Метью Воллс (GBR)                                                         | Кемпбелл Стюарт (NZL)                                                         | Елія Вівіані (ITA)                                               |
| Командна гонка переслідування | Італія (ITA) Сімоне Консонні Філіппо Ганна Франческо Ламон Джонатан Мілан | Данія (DEN) Ніклас Ларсен Лассе Норман Гансен Расмус Педерсен Фредерік Мадсен | Австралія (AUS) Лі Ховард Келланд О'Браєн Люк Плапп Сем Велсфорд |
| Спринт                        | Гаррі Лаврейсен (NED)                                                     | Джефрі Хогланд (NED)                                                          | Джек Карлін (GBR)                                                |
| Командний спринт              | Нідерланди (NED) Джефрі Хогланд Гаррі Лаврейсен Рой ван ден Берґ          | Велика Британія (GBR) Джек Карлін Джейсон Кенні Раян Овенс                    | Франція (FRA) Флоріан Гренгбо Раян Еляль Себастьєн Віж'є         |

### Жінки
| Дисципліни                    | Золото                                                                   | Срібло                                                               | Бронза                                                                                 |
| ----------------------------- | ------------------------------------------------------------------------ | -------------------------------------------------------------------- | -------------------------------------------------------------------------------------- |
| Кейрін                        | Шенн Браспенінкс (NED)                                                   | Еллесс Ендрюс (NZL)                                                  | Лор'ян Жене (CAN)                                                                      |
| Медісон                       | Велика Британія (GBR) Кеті Арчибальд Лора Кенні                          | Данія (DEN) Амалія Дідеріксен Джулі Лет                              | Олімпійський комітет Росії (ROC) Гульназ Хатунцева Марія Новолодська                   |
| Омніум                        | Дженіфер Валенте (USA)                                                   | Юмі Кадзіхара (JPN)                                                  | Кірстен Вілд (NED)                                                                     |
| Командна гонка переслідування | Німеччина (GER) Франциска Брауссе Ліза Бреннауер Ліза Кляйн Міке Крьогер | Велика Британія (GBR) Кеті Арчибальд Лора Кенні Ніа Еванс Джосі Найт | США (USA) Хлоя Дагерт Меґан Джастраб Дженіфер Валенте Емма Вайт                        |
| Спринт                        | Келсі Мітчелл (CAN)                                                      | Старікова Олена Вікторівна (UKR)                                     | Лі Хвейші (HKG)                                                                        |
| Командний спринт              | Китай (CHN) Ба Шаньцзюй Чжун Тяньши                                      | Німеччина (GER) Леа Фрідріх Емма Гінце                               | Олімпійський комітет Росії (ROC) Шмельова Дар'я Михайлівна Войнова Анастасія Сергіївна |

## Маунтінбайк
| Дисципліни | Золото             | Срібло                | Бронза                |
| ---------- | ------------------ | --------------------- | --------------------- |
| Чоловіки   | Том Підкок (GBR)   | Матіас Флюкіґер (SUI) | Давід Валеро (ESP)    |
| Жінки      | Йоланда Нефф (SUI) | Зіна Фрай (SUI)       | Лінда Індерґанд (SUI) |

## BMX
| Дисципліни         | Золото                   | Срібло              | Бронза                |
| ------------------ | ------------------------ | ------------------- | --------------------- |
| Чоловіки, гонки    | Нік Кімманн (NED)        | Кай Вайт (GBR)      | Карлос Рамірес (COL)  |
| Чоловіки, фрістайл | Лоґан Мартін (AUS)       | Денієл Дерс (VEN)   | Деклан Брукс (GBR)    |
| Жінки, гонки       | Бет Шрівер (GBR)         | Маріана Пахон (COL) | Мерел Смулдерс (NED)  |
| Жінки, фрістайл    | Шарлотт Вортінґтон (GBR) | Ганна Робертс (USA) | Нікіта Дукарроз (SUI) |